# Congratulations Remixes
Albums de MGMT
We Hear of Love, of Youth, and of Disillusionment
(2011) Late Night Tales: MGMT
(2011)
Congratulations Remixes est le cinquième EP du groupe américain de rock indépendant MGMT. Il regroupe trois remixes de chansons de leur deuxième album Congratulations.

## Liste des chansons
| Téléchargement digital | Téléchargement digital                      | Téléchargement digital | Téléchargement digital | Téléchargement digital | Téléchargement digital | Téléchargement digital | Téléchargement digital | Téléchargement digital | Téléchargement digital |
| No                     | Titre                                       | Durée                  |                        |                        |                        |                        |                        |                        |                        |
| ---------------------- | ------------------------------------------- | ---------------------- | ---------------------- | ---------------------- | ---------------------- | ---------------------- | ---------------------- | ---------------------- | ---------------------- |
| 1.                     | Congratulations (Erol Alkan Rework)         | 6:37                   |                        |                        |                        |                        |                        |                        |                        |
| 2.                     | Siberian Breaks (Ed Banger All Stars Remix) | 10:20                  |                        |                        |                        |                        |                        |                        |                        |
| 3.                     | Brian Eno (Cornelius Mix)                   | 4:12                   |                        |                        |                        |                        |                        |                        |                        |
| 21:06                  |                                             |                        |                        |                        |                        |                        |                        |                        |                        |